# Morti nel 2023/Dicembre
| Questa pagina contiene informazioni ricavate automaticamente dalle voci biografiche con l'ausilio del template Bio e di un bot. L'aggiornamento è periodico e automatico e ricostruisce completamente la pagina. Se manca una persona in questa lista, sei pregato di non aggiungerla, ma accertati piuttosto che la sua voce biografica contenga il template Bio e che i dati anagrafici siano correttamente compilati. Se il template Bio manca, inseriscilo tu stesso o, in alternativa, metti l'avviso {{tmp\|Bio}} che ne segnala la mancanza. Se i dati riportati sono sbagliati, correggi direttamente la voce biografica; le modifiche saranno visibili in questa lista entro pochi giorni. Per chiarimenti vedi il progetto biografie. La lista contiene solo le 194 persone che sono citate nell'enciclopedia e per le quali è stato implementato correttamente il template Bio. Pagina aggiornata al 2 ago 2025. |

- 1º dicembre - Ezio Cardaioli, allenatore di pallacanestro italiano (n. 1935)
- 1º dicembre - Carissa Etienne, medico dominicano (n. 1952)
- 1º dicembre - Heinz Gstrein, orientalista e teologo austriaco (n. 1941)
- 1º dicembre - Mariella Melon, cestista italiana (n. 1958)
- 1º dicembre - Sandra Day O'Connor, magistrata, giurista e politica statunitense (n. 1930)
- 1º dicembre - Vittorio Salvatori, avvocato e politico italiano (n. 1929)
- 1º dicembre - Vivi-Anne Wassdahl, sciatrice alpina svedese (n. 1932)
- 2 dicembre - Medea Amiranashvili, soprano, insegnante e direttrice artistica georgiana (n. 1930)
- 2 dicembre - Maria Lisa Cinciari Rodano, partigiana e politica italiana (n. 1921)
- 2 dicembre - Barbara Doll, attrice pornografica francese (n. 1972)
- 2 dicembre - Wolfgang Hollegha, pittore austriaco (n. 1929)
- 2 dicembre - Clarence Kelly, vescovo statunitense (n. 1941)
- 2 dicembre - Roberto Pazzi, scrittore, poeta e giornalista italiano (n. 1946)
- 2 dicembre - Ivo Saglietti, fotografo e fotoreporter italiano (n. 1948)
- 2 dicembre - Faustin Twagiramungu, politico ruandese (n. 1945)
- 2 dicembre - Concha Velasco, attrice, cantante e ballerina spagnola (n. 1939)
- 3 dicembre - Giuseppe Germano Bernardini, arcivescovo cattolico e missionario italiano (n. 1928)
- 3 dicembre - Gaetano Giuliano, politico italiano (n. 1929)
- 3 dicembre - Myles Goodwin, cantante, musicista e chitarrista canadese (n. 1948)
- 3 dicembre - Glenys Kinnock, baronessa Kinnock di Holyhead, politica britannica (n. 1944)
- 3 dicembre - Yacouba Sawadogo, agricoltore burkinabé (n. 1946)
- 4 dicembre - Juanita Castro, attivista e agente segreta cubana (n. 1933)
- 4 dicembre - Stefano Menicacci, politico e avvocato italiano (n. 1931)
- 4 dicembre - Josef Vacenovský, calciatore cecoslovacco (n. 1937)
- 5 dicembre - Paolo Clarotti, giurista italiano (n. 1933)
- 5 dicembre - Tova Epstein, tennista e cestista israeliana (n. 1933)
- 5 dicembre - Voyo Goric, attore, stuntman e lottatore serbo (n. 1940)
- 5 dicembre - Denny Laine, cantautore e polistrumentista britannico (n. 1944)
- 5 dicembre - Norman Lear, autore televisivo, produttore televisivo e sceneggiatore statunitense (n. 1922)
- 5 dicembre - Costantino del Liechtenstein, principe e dirigente d'azienda liechtensteinese (n. 1972)
- 5 dicembre - John Rumble, cavallerizza canadese (n. 1933)
- 5 dicembre - Massimo Toschi, attivista e politico italiano (n. 1944)
- 6 dicembre - Refaat Alareer, poeta e attivista palestinese (n. 1979)
- 6 dicembre - Joseph Bernardo, nuotatore francese (n. 1929)
- 6 dicembre - Alfredo Maria Bonanno, anarchico italiano (n. 1937)
- 6 dicembre - Ennio Candotti, fisico italiano (n. 1942)
- 6 dicembre - Dean Crawford, canottiere canadese (n. 1958)
- 6 dicembre - Jack Hogan, attore statunitense (n. 1929)
- 6 dicembre - Illja Kyva, politico ucraino (n. 1977)
- 6 dicembre - Marisa Pavan, attrice italiana (n. 1932)
- 6 dicembre - Jimmy Villotti, musicista italiano (n. 1944)
- 7 dicembre - Vittorio Crociara, calciatore, allenatore di calcio e dirigente sportivo italiano (n. 1941)
- 7 dicembre - Emmanuelle Debever, attrice francese (n. 1963)
- 7 dicembre - Emiko Miyamoto, pallavolista giapponese (n. 1937)
- 7 dicembre - Benjamin Zephaniah, scrittore e poeta britannico (n. 1958)
- 8 dicembre - Itziar Castro, attrice spagnola (n. 1977)
- 8 dicembre - Girolamo Ciulla, scultore italiano (n. 1952)
- 8 dicembre - Jacques Duquesne, calciatore belga (n. 1940)
- 8 dicembre - Frank Kales, cestista e dirigente sportivo olandese (n. 1942)
- 8 dicembre - Peter-Michael Kolbe, canottiere tedesco (n. 1953)
- 8 dicembre - Luigi Milan, calciatore e allenatore di calcio italiano (n. 1937)
- 8 dicembre - Ryan O'Neal, attore statunitense (n. 1941)
- 8 dicembre - Paul Unruh, cestista statunitense (n. 1928)
- 9 dicembre - Maksim Huscik, sciatore freestyle bielorusso (n. 1988)
- 9 dicembre - Carles Soler Perdigó, vescovo cattolico spagnolo (n. 1932)
- 9 dicembre - Frank Wycheck, giocatore di football americano statunitense (n. 1971)
- 10 dicembre - Michael Blakemore, regista teatrale australiano (n. 1928)
- 10 dicembre - Julian Carroll, politico statunitense (n. 1931)
- 10 dicembre - David Drake, scrittore di fantascienza statunitense (n. 1945)
- 10 dicembre - Gao Yaojie, ginecologa cinese (n. 1927)
- 10 dicembre - Guidone, cantante e numismatico italiano (n. 1938)
- 10 dicembre - Barbara Iglewski, microbiologa e immunologa statunitense (n. 1938)
- 10 dicembre - Graziella Magherini, psicoanalista italiana (n. 1927)
- 10 dicembre - Norby Walters, imprenditore statunitense (n. 1932)
- 10 dicembre - Syd Millar, rugbista a 15, allenatore di rugby a 15 e dirigente sportivo britannico (n. 1934)
- 10 dicembre - Marija Pisareva, altista sovietica (n. 1933)
- 11 dicembre - Andre Braugher, attore statunitense (n. 1962)
- 11 dicembre - Ivan Čeliković, calciatore croato (n. 1989)
- 11 dicembre - Ferdinand Keller, calciatore tedesco (n. 1946)
- 11 dicembre - Paulin Obame-Nguema, politico gabonese (n. 1934)
- 11 dicembre - Massimo Scalia, fisico, politico e attivista italiano (n. 1942)
- 11 dicembre - Camden Toy, attore statunitense (n. 1955)
- 12 dicembre - Evgenij Belousov, slittinista sovietico (n. 1962)
- 12 dicembre - Hiroshi Hasegawa, pilota motociclistico giapponese (n. 1934)
- 12 dicembre - Kōstas Nestoridīs, calciatore greco (n. 1930)
- 12 dicembre - Fusa Tatsumi, supercentenaria giapponese (n. 1907)
- 12 dicembre - Mario Valdemarin, attore italiano (n. 1926)
- 12 dicembre - Zahara, cantautrice sudafricana (n. 1987)
- 13 dicembre - Babken Ararktsyan, politico e matematico armeno (n. 1944)
- 13 dicembre - Louis Cance, fumettista francese (n. 1939)
- 13 dicembre - Antonio Juliano, calciatore e dirigente sportivo italiano (n. 1942)
- 14 dicembre - Cari Beauchamp, scrittrice e storica del cinema statunitense (n. 1949)
- 14 dicembre - George McGinnis, cestista statunitense (n. 1950)
- 14 dicembre - Lee Redmond, personaggio televisivo statunitense (n. 1941)
- 14 dicembre - Angelo Stella, italianista e filologo italiano (n. 1938)
- 14 dicembre - Ghislain de Diesbach, scrittore e biografo francese (n. 1931)
- 15 dicembre - Guy Marchand, attore, cantante e musicista francese (n. 1937)
- 15 dicembre - Bruno Santon, calciatore italiano (n. 1942)
- 15 dicembre - Hans Selander, calciatore e allenatore di calcio svedese (n. 1945)
- 16 dicembre - Nawaf Al-Ahmad Al-Jaber Al Sabah, emiro kuwaitiano (n. 1937)
- 16 dicembre - Colin John Burgess, batterista australiano (n. 1946)
- 16 dicembre - Rolando Garbey, pugile cubano (n. 1947)
- 16 dicembre - Sebastiano Lo Monaco, attore, produttore teatrale e drammaturgo italiano (n. 1958)
- 16 dicembre - Carlos Lyra, cantante, compositore e chitarrista brasiliano (n. 1933)
- 16 dicembre - Manny Martínez, batterista statunitense (n. 1954)
- 16 dicembre - Toni Negri, filosofo, politologo e attivista italiano (n. 1933)
- 16 dicembre - Tim Norell, tastierista, compositore e produttore discografico svedese (n. 1955)
- 16 dicembre - Lorenzo Riva, stilista italiano (n. 1938)
- 16 dicembre - Kenpachiro Satsuma, stuntman e attore giapponese (n. 1947)
- 17 dicembre - John Ashford, regista britannico (n. 1944)
- 17 dicembre - Otar Ioseliani, regista, sceneggiatore e montatore georgiano (n. 1934)
- 17 dicembre - Reggie Lacefield, cestista statunitense (n. 1945)
- 17 dicembre - James McCaffrey, attore e doppiatore statunitense (n. 1958)
- 17 dicembre - Eric Montross, cestista statunitense (n. 1971)
- 17 dicembre - Susanna Parigi, cantautrice, musicista e compositrice italiana (n. 1961)
- 17 dicembre - Orianna Santunione, soprano italiano (n. 1934)
- 18 dicembre - Giovanni Anselmo, artista italiano (n. 1934)
- 18 dicembre - Jaakko Hämeen-Anttila, arabista e islamista finlandese (n. 1963)
- 18 dicembre - Bo Larsson, calciatore svedese (n. 1944)
- 18 dicembre - Abderrahim Ouakili, calciatore marocchino (n. 1970)
- 18 dicembre - Brian Price, giornalista, conduttore televisivo e rugbista a 15 britannico (n. 1937)
- 18 dicembre - Theo Püll, altista tedesco (n. 1936)
- 18 dicembre - Karen Summer, attrice pornografica statunitense (n. 1962)
- 19 dicembre - Ed Budde, giocatore di football americano statunitense (n. 1940)
- 19 dicembre - Giulio De Stefano, velista italiano (n. 1929)
- 19 dicembre - Janusz Gortat, pugile polacco (n. 1948)
- 19 dicembre - Boro Jovanović, tennista jugoslavo (n. 1939)
- 19 dicembre - Arno J. Mayer, storico lussemburghese (n. 1926)
- 19 dicembre - K. M. Peyton, scrittrice statunitense (n. 1929)
- 20 dicembre - Andrea Barberi, velocista italiano (n. 1979)
- 20 dicembre - Nikola Pădevski, scacchista bulgaro (n. 1933)
- 20 dicembre - Torben Ulrich, tennista danese (n. 1928)
- 21 dicembre - Adamo Puccini, dirigente sportivo, allenatore di calcio e calciatore italiano (n. 1944)
- 21 dicembre - Frederic Raurell, presbitero spagnolo (n. 1930)
- 21 dicembre - Amedeo Salerno, dirigente sportivo italiano (n. 1928)
- 21 dicembre - Robert Solow, economista statunitense (n. 1924)
- 22 dicembre - Tom Bogs, pugile danese (n. 1944)
- 22 dicembre - Nino Di Paolo, generale italiano (n. 1946)
- 22 dicembre - Sajid Khan, attore indiano (n. 1951)
- 22 dicembre - Ernesto G. Laura, critico cinematografico, regista e saggista italiano (n. 1932)
- 22 dicembre - Ryan Minor, cestista, giocatore di baseball e allenatore di baseball statunitense (n. 1974)
- 22 dicembre - Ugo Maria Morosi, attore e doppiatore italiano (n. 1941)
- 22 dicembre - Armando Sardi, velocista italiano (n. 1940)
- 22 dicembre - Garly Sojo, cestista venezuelano (n. 1999)
- 22 dicembre - Ingrid Steeger, attrice tedesca (n. 1947)
- 22 dicembre - Giancarlo Tesini, politico e dirigente sportivo italiano (n. 1929)
- 22 dicembre - Thomas Stafford Williams, cardinale e arcivescovo cattolico neozelandese (n. 1930)
- 23 dicembre - Otto Almstadt, scultore tedesco (n. 1940)
- 23 dicembre - Enrico Atzeni, archeologo italiano (n. 1927)
- 23 dicembre - Piero Craveri, storico e politico italiano (n. 1938)
- 23 dicembre - Samboy Lim, cestista filippino (n. 1962)
- 23 dicembre - Lynn Loring, attrice, produttrice televisiva e produttrice cinematografica statunitense (n. 1944)
- 23 dicembre - Michael Radulescu, organista e compositore rumeno (n. 1943)
- 24 dicembre - Vasilīs Karras, cantante greco (n. 1953)
- 24 dicembre - David Leland, regista, sceneggiatore e attore britannico (n. 1941)
- 24 dicembre - Marina Martelli Cristofani, archeologa italiana (n. 1943)
- 24 dicembre - Kamar de los Reyes, attore portoricano (n. 1967)
- 25 dicembre - Luigi Ganapini, storico e saggista italiano (n. 1939)
- 25 dicembre - Eugenio Riccomini, storico dell'arte, funzionario e politico italiano (n. 1936)
- 26 dicembre - Piero Gallina, politico italiano (n. 1942)
- 26 dicembre - David Kernan, attore britannico (n. 1938)
- 26 dicembre - Tony Oxley, batterista britannico (n. 1938)
- 26 dicembre - Noel Peyton, calciatore irlandese (n. 1935)
- 26 dicembre - James Ray, cestista statunitense (n. 1957)
- 26 dicembre - Richard Romanus, attore e scrittore statunitense (n. 1943)
- 26 dicembre - Wolfgang Schäuble, politico tedesco (n. 1942)
- 26 dicembre - Maurizio Teucci, diplomatico italiano (n. 1939)
- 27 dicembre - Ken Bowman, giocatore di football americano e allenatore di football americano statunitense (n. 1942)
- 27 dicembre - John D'Amico, mafioso statunitense (n. 1937)
- 27 dicembre - Jacques Delors, politico e economista francese (n. 1925)
- 27 dicembre - Gaston Glock, progettista e imprenditore austriaco (n. 1929)
- 27 dicembre - Jean-Marie Jouaret, cestista francese (n. 1942)
- 27 dicembre - Herb Kohl, politico e imprenditore statunitense (n. 1935)
- 27 dicembre - Lee Sun-kyun, attore sudcoreano (n. 1975)
- 28 dicembre - François Bracci, allenatore di calcio e calciatore francese (n. 1951)
- 28 dicembre - Alda Grimaldi, attrice e regista televisiva italiana (n. 1919)
- 28 dicembre - Günter Hirschmann, calciatore tedesco orientale (n. 1935)
- 28 dicembre - Dick Marty, politico e avvocato svizzero (n. 1945)
- 28 dicembre - Pedro Suárez-Vértiz, chitarrista, cantante e compositore peruviano (n. 1969)
- 29 dicembre - Hermann Baumann, cornista e insegnante tedesco (n. 1934)
- 29 dicembre - Gustavo Cisneros, imprenditore venezuelano (n. 1945)
- 29 dicembre - Miguel Ángel Fuentes, attore messicano (n. 1953)
- 29 dicembre - Michael Hardie Boys, giurista e politico neozelandese (n. 1931)
- 29 dicembre - Maurice Hines, attore, ballerino e coreografo statunitense (n. 1943)
- 29 dicembre - Viktor Kobzystyj, cestista e allenatore di pallacanestro ucraino (n. 1979)
- 29 dicembre - Les McCann, pianista, compositore e cantante statunitense (n. 1935)
- 29 dicembre - Joey Meyer, cestista e allenatore di pallacanestro statunitense (n. 1949)
- 29 dicembre - Killer Khan, wrestler giapponese (n. 1947)
- 29 dicembre - Lammie Robertson, calciatore scozzese (n. 1947)
- 29 dicembre - Claudio Soro, cestista italiano (n. 1955)
- 29 dicembre - Gil de Ferran, pilota automobilistico brasiliano (n. 1967)
- 30 dicembre - Bernie Fagan, allenatore di calcio e calciatore inglese (n. 1949)
- 30 dicembre - Fabio Fracas, scrittore, compositore e fisico italiano (n. 1967)
- 30 dicembre - Luboš Kohoutek, astronomo ceco (n. 1935)
- 30 dicembre - Cindy Morgan, attrice e produttrice televisiva statunitense (n. 1951)
- 30 dicembre - John Pilger, giornalista e sceneggiatore australiano (n. 1939)
- 30 dicembre - Tom Wilkinson, attore britannico (n. 1948)
- 31 dicembre - Shecky Greene, comico statunitense (n. 1926)
- 31 dicembre - Melissa Hoskins, pistard e ciclista su strada australiana (n. 1991)
- 31 dicembre - Eddie Bernice Johnson, politica e infermiera statunitense (n. 1935)
- 31 dicembre - Benjamin Kiplagat, siepista ugandese (n. 1989)
- 31 dicembre - Ana Ofelia Murguía, attrice messicana (n. 1933)
- 31 dicembre - Pranab Kumar Sen, statistico indiano (n. 1937)
- 31 dicembre - Cale Yarborough, pilota automobilistico statunitense (n. 1939)